# Пульгасари
Пульгасари (кор. 불가사리, «пожирающий железо») — в поздней корейской мифологии легендарное животное с туловищем медведя, хоботом слона, глазами буйвола, хвостом коровы и лапами тигра; питается железом и изгоняет наваждения и кошмары у людей. Образ Пульгасари стал известен с периода Корё (X-XIV века).